# Casa
|  | No s'ha de confondre amb Llar. |

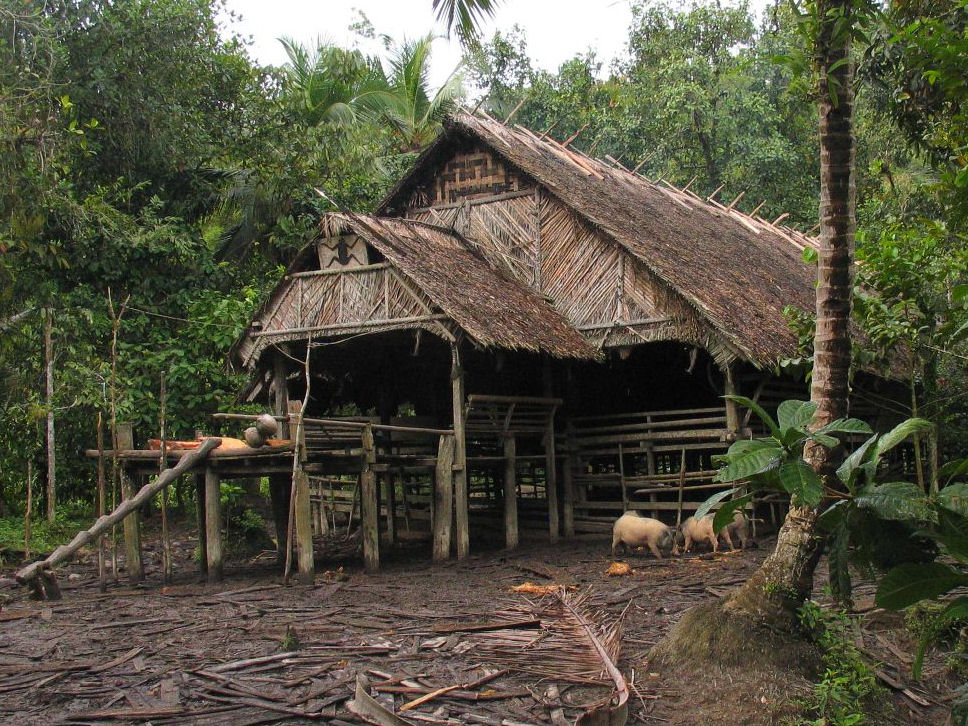
Uma, casa comunal tradicional del poble mentawai, a Indonèsia.

Una casa és tot edifici destinat a servir d'habitació humana. La casa, formada pel sostre i les parets que tanquen un recinte, ha servit i serveix per refugiar-se de la pluja, el vent, el fred i la calor o altres inclemències meteorològiques, així com de possibles intrusos humans o animals.
Els sinònims: habitatge, habitació, habitança, s'apliquen en el dret, l'economia i, en l'arquitectura i l'urbanisme, ja que concreten el caràcter excessivament genèric i extensiu del mot casa, tot assimilant-lo al paradigma mes estès de la casa actual que no és altre que la casa urbana familiar, segons el principi d'una casa per a una família en una ciutat, vila o poble. Aquest tipus de casa, la que es construeix majoritàriament en els barris i polígons de les ciutats actuals, en forma d'habitatges o apartaments en edificis plurifamiliars, constitueix una tipologia relativament recent, sorgida en resposta a la crítica que els moviments higienistes des del Segle XIX formularen respecte a les condicions dels habitatges del proletariat urbà a les ciutats d'Europa, quan diverses famílies s'acumulaven, en la més absoluta promiscuïtat, convivint amb poc espai, en habitatges insans sense vàter ni ventilació.
La casa urbana familiar es compon de les següents dependències o habitacions: la sala d'estar com a espai o cambra principal, que habitualment fa també les funcions de menjador, on els membres de la família es reuneixen i s'hi fan les activitats pròpies de la vida en comú així com rebre visites dels amics, fer celebracions, etc.; el conjunt dels dormitoris dels membres de la família o parents, convidats, etc.; i es completa amb els espais per als serveis que són la cuina i la cambra de bany. Aquest tipus de casa pot ser més o menys extensa, tenir més o menys dependències, fins i tot altres dependències com: despatx, biblioteca, sala de jocs, estudi, etc.; adoptar diverses formes o tipus com: d'apartament o pis en un sol pla, o pis «dúplex», o casa adossada unifamiliar o xalet unifamiliar, etc.
La casa urbana familiar és un tipus edificatori molt adaptable, ja que un cop establertes les seves característiques basades en la composició d'una família típica formada una parella i els seus fills, pot ser adoptada sense dificultats pels diferents tipus de família, compartida per grups de persones en estades llargues, mitjanes i fins i tot per estades curtes o de cap de setmana com les del turisme de tipus «home sharing» que s'ha estès recentment per gairebé tot Europa.
Altre adaptació de la casa urbana familiar és per a usos terciaris com oficines de petites empreses, despatxos professionals o, estudis, cases d'hostes i d'acollida etc. L'ús terciari s'ha estès en gran part dels habitatges grans de les finques urbanes construïdes abans del 1950 als Eixamples de Barcelona i València, Palma i altres ciutats.
Les característiques i paràmetres que defineixen la casa urbana familiar o l'habitatge, es regulen en la legislació específica sobre habitatge, en la normativa urbanística i, en el seu cas, en les Ordenances Municipals. La superfície de la casa urbana familiar és força variable, des d'un mínim d'uns 20 m² que admeten les Ordenances fins a un màxim legalment no limitat, si bé les superfícies compreses entre 55 o 140 m² són les més freqüents en les promocions actuals. Aquest tipus d'habitatge és la base de l'urbanisme actual, constitueix un índex estadístic fonamental per a la planificació del creixement urbà; és la base de la indústria de la construcció i del sector econòmic corresponent (fàbriques de material de construcció, agències immobiliàries o botigues de parament de la llar, etc., entre d'altres.
Però, per damunt de tot, la casa és la llar, el lloc de la vida familiar, en conseqüència, reflecteix les formes de vida i d'organització social. La casa aglutina el conjunt de significats i significants més ampli de la vida privada. És en aquest sentit que molts autors veuen la casa com el resultat històric d'un procés cultural i el reflex d'una societat determinada. Per exemple, l'uma que il·lustra aquest article és la casa comunal tradicional del poble mentawai, a Indonèsia, i reflecteix un esquema organitzatiu local propi d'una cultura molt diferent de la nostra. D'altra banda, la casa japonesa, la iurta dels pobles siberians o el tipi dels indis de les praderes dels Estats Units d'Amèrica reflecteixen les cultures corresponents, tant com la casa de cos catalana, la casa pinariega de les províncies de Burgos i Sòria, o la casa extremenya, reflecteixen les de les nostres contrades, amb matisos i diferències, fins i tot, en l'àmbit regional.
Al llarg de la història de la humanitat, des de la prehistòria fins als temps actuals, la casa o habitat humà es pot classificar en dos tipus bàsics relacionats amb l'estructura familiar inserida en els fonaments de la cultura corresponent, aquests tipus són :
- La casa familiar: segons el principi citat d'una casa per a una família, la qual pot ser més o menys extensa, abastar altres persones com, esclaus, servents, aprenents, etc. sempre sota la primacia de l'estructura familiar.
- La casa comunal o col·lectiva: Fou el primer tipus d'habitatge, acollia en coves o cabanyes a grups d'un nombre variable de membres, lligats o no per llaços de parentiu o altres. Actualment hi ha encara pobles primitius l'hàbitat dels quals és una llar comunal, si bé és molt més freqüent i estès el tipus de casa col·lectiva el qual acull diverses famílies o nuclis familiars en un únic edifici, amb separacions funcionals i/o físiques que delimiten espais individuals per a cada nucli així com els espais comuns. La casa llarga de l'Amazònia, on conviuen diverses famílies en construccions allargassades (d'aquí el seu nom) és un exemple d'aquest tipus.

En la secció «La casa en la història», es descriu l'evolució dels tipus i principals sub-tipus de cases al llarg de la història. Des de fa centenars d'anys, el dret a l'habitatge ha anat incorporant-se progressivament a la legislació de les societats com un dret de la persona, o dret humà.

## Ambivalència i ús social del mot
En l'àmbit de la civilització occidental (i en altres àmbits culturals també), la casa és el lloc on resideixen les persones que pertanyen a la mateixa família. Així, diem la casa dels Maragall o can Pujol, tot posant el cognom de la família com a nom propi d'una casa determinada. També diem casa meva per referir-nos a la casa de la pròpia família. De la mateixa manera, els noms de pila dels amics o dels coneguts designen una casa determinada (la casa de l'Angeleta, can Pere, etc.). L'ús dels renoms o malnoms, així com dels noms dels oficis, fou (i en poblacions o indrets rurals encara és) habitual per referir-se a una casa determinada, com per exemple: ca la Sisca, cal Nyeu, cal fideuaire, cal fuster, etc.
L'ús social dels renoms i, sobretot, l'ús del nom dels oficis, ha ampliat el concepte de casa per designar el lloc de residència d'altres col·lectius diferents de la família com, per exemple, la casa dels Canonges o la seu d'institucions com ara: l'casa de la Vila, la casa de la Caritat, la casa de les Amèriques, etc.
En molts casos el terme casa s'empra per definir l'habitacle dels animals (la caseta del gos, la dels pingüins del zoològic de Londres (the pinguin house)), la de les plantes (la maison des tulipes, l'Orangerie, etc.), o objectes inanimats com la casa de la Campana de Praga o la casa de la cascada (The Falling Water) de l'arquitecte nord-americà Frank Lloyd Wright.
La casa s'associa a la llar, a un lloc segur, motiu pel qual pot aparèixer com a logotip o emblema de marques comercials que cerquin transmetre valors de proximitat o confiança. Atès que és un element conegut pels nens, el dibui de casa es fa servir com a test en psicologia: segons com dibuixin una casa (presència de figures, mida dels elements, finestra, xemeneia…) se'n podrien deduir característiques i detectar problemes. En aquest sentit funciona igual que un altre test de dibuix convencional, el de l'arbre. Val a dir que, per convenció, les cases que es dibuixen tenen sempre sostre a dues aigües, independentment d'on visqui l'infant.

## La casa en la història
La casa urbana, en un poblat, una ciutat, vila o poble, és el tipus d'edifici més estès en el món, en tots els períodes històrics i en totes les cultures. Deriva de la cabana Paleolítica i el trobem ja evolucionat en els poblats neolítics.
L'arquitecte italià Aldo Rossi (1931-1997), en el seu llibre La arquitectura de la ciudad, va senyalar la importància de la casa o, més específicament, de les tipologies urbanes residencials, les quals es conformarien al llarg de segles i a partir de la consolidació de pràctiques i patrons conseqüents amb les diferents estratègies d'aprofitament del territori portat al llarg de la història per molts variats grups humans. Tal com va dir Viollet-le-Duc:
| « | «…en l'art de l'arquitectura, la casa és, per descomptat, el que millor caracteritza les costums, els gustos i els usos d'un poble: té unordre i distribució, que no es modifica més que al llarg de molt temps.» | » |
| — Eugène Emmanuel Viollet-le-Duc, Mot: «Maison» «Dictionnaire raisonné de l'architecture française du XIe au XVIe siècle.» | |   |

Les cases de l'arquitectura popular es caracteritzen per la persistència dels model al llarg dels temps, no s'hi cerca originalitat; les diferències són el reflex tant de les diferències culturals com dels factors ambientals o dels materials o tècniques constructives emprades; per exemple en l'habitatge dels esquimals, adaptats tant a una cultura nòmada amb nuclis familiars polígams, com al fet climàtic, on les pells dels ossos o el mateix glaç són els materials de construcció.
En la tradició cultural d'arrel llatina la casa popular és una derivació a casa romana, amb un significat cultural especial per a la vila romana, del qual deriven: la masia, el caseriu basc, la «casa pinariega», o el cortijo andalus, etc. que es torna a trobar en tota l'arquitectura popular peninsular. En aquest sentit, la casa de cos catalana, reprodueix, en forma més petita, l'estructura familiar dominant i l'estructura interna del model consolidat del mas.
La persistència de la forma en els tipus de cases en àmbits culturals molt diferents, o al llarg de la història, o en àmbits geogràfics molt allunyats, com ara Europa o Amèrica, etc., no desdibuixa el significat o vincle de la casa amb la cultura on s'ha inserit, creat o modificat. Com diu Amos Rappoport:
| « | Les cabanes d'herba, com les conegudes en el Neolític, encara es fan servir a les Fiji, a Nova Guinea, Amèrica del Sud i altres llocs. Els habitatges del Neolític europeu (sobre pilars en els llacs) semblen idèntics a algunes cases de Nova Guinea i sud Amèrica i fins i tot n'he vist algunes a la sortida de Singapur. En general, las cases amb pati semblen haver canviat molt poc i les utilitzades avui són semblants a algunes de les cases de Jericó, Katal Hüyük i Ur. De fet, els carrers d'Ur són com els de moltes ciutats de l'Orient Mitjà. Les cabanes de Toda a l'Índia central, s'assemblen a les dibuixades en les coves de Font de Gaume al sud-oest de França; algunes cases de maons, de l'any 5200 A. de C., excavades a Hacilar, Turquia, s'assemblen a algunes que he vist recentment a l'Iran. Els trulli d'Itàlia i les cases rusc d'Àfrica i Perú s'assemblen a algunes cases ruscs anteriors de Xipre. Les cases maias del Yucatán d'avui són iguals a les dibuixades en manuscrits de l'època i les del Perú semblen idèntiques a les equivalents precolombines (com en el Machu Pichu). En tots aquests exemples, l'existència d'un model acceptat amb molt poques innovacions ha donat com a resultat la forta persistència de la forma. | » |

### La cabanya

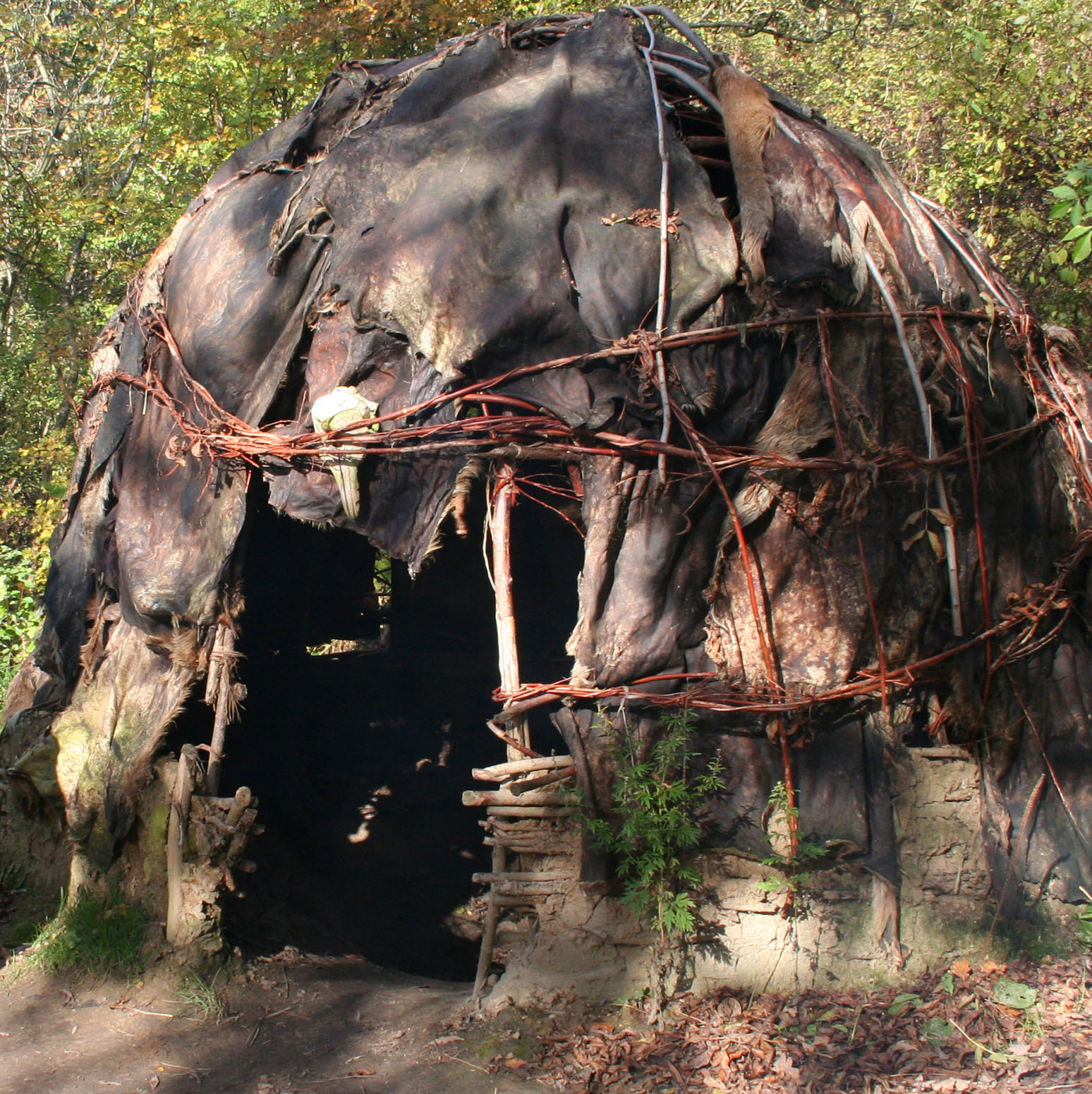
Cabanya del Paleolític Superior (Cultura ertebol·liana).

La cabanya és l'edifici primigeni, del qual derivarien tots els edificis posteriors. Aquesta afirmació ja la fa Vitruvi, quan descriu els primers esforços de la humanitat per construir cabanes o refugis habitables:
| « | «…Van començar uns a procurar-se sostre utilitzant branques, altres a cavar grutes sota les muntanyes, i alguns a fer, imitant els nius de les orenetes, amb fang i branques, recintes on poder aixoplugar-se.» | » |
| — Marc Vitruvi Polió, Los diez libros de Arquitectura. Barcelona: Iberia, S.A., 1980, p. 36. ISBN 978-84-7082-045-8. | |   |

La cabanya del Paleolític Superior, generalment de forma oval i amb el sòl excavat respecte al terreny del voltant, era feta amb una estructura de pals o postes ancorats al sòl, recoberta de pells subjectes amb pedres, troncs, ossos o ullals de mamut o ren per tal d'assegurar-les del vent; quan es va inventar l'agulla de cosir i el trenat de tiges per fer cordes, les pells es cosien i s'ancoraven a l'estructura de postes.
A l'interior de la cabana hi havia diversos fogons al llarg de l'eix gran, el fum sortia per òculs o forats a manera de fumeral oberts en el sostre; també hi havien abundants restes d'estris de pedra i os, ja que la cabana no sols era lloc d'aixopluc, sinó també lloc de treball i convivència. L'arquetip de cabanya paleolítica es troba al jaciment arqueològic de Dolni-Vestonice, a Moràvia. Es tracta de les restes de tres cabanyes, de les quals dues tenien forma d'oval allargassat (15×9 metres) que, es pensa, fou la llar comunal d'un grup tribal d'entre 15 a 25 persones, entre homes, dones i criatures.
Actualment encara construeixen campaments estacionals, amb els materials que es troben al lloc, diversos pobles primitius com: els Pigmeus mbuti a l'Àfrica central, els Semang a la península de Malaca, els Bosquimans al Kalahari (Àfrica austral) o els Nambikwara al Mato Grosso (Brasil). La cabanya és present en tots els períodes de la història, ha donat lloc a nombrosos subtipus i variants regionals i locals. La funció ha passat d'allotjament a edifici auxiliar per a l'agricultura o la ramaderia, amb una presència original als Països Catalans i altres contrades del Mediterrani com són la barraca de vinya o les construccions de pedra seca. La cabana ha evolucionat vers tots els subtipus de l'arquitectura primitiva, principalment l'arquitectura dels pobles nòmades, la Iurta siberiana, els iglú dels esquimals, els tipis dels indis americans, la haima dels àrabs, etc. i, fins i tot, les tendes dels campaments militars històrics i moderns.

#### La casa en els orígens de la civilització

##### La casa rodona

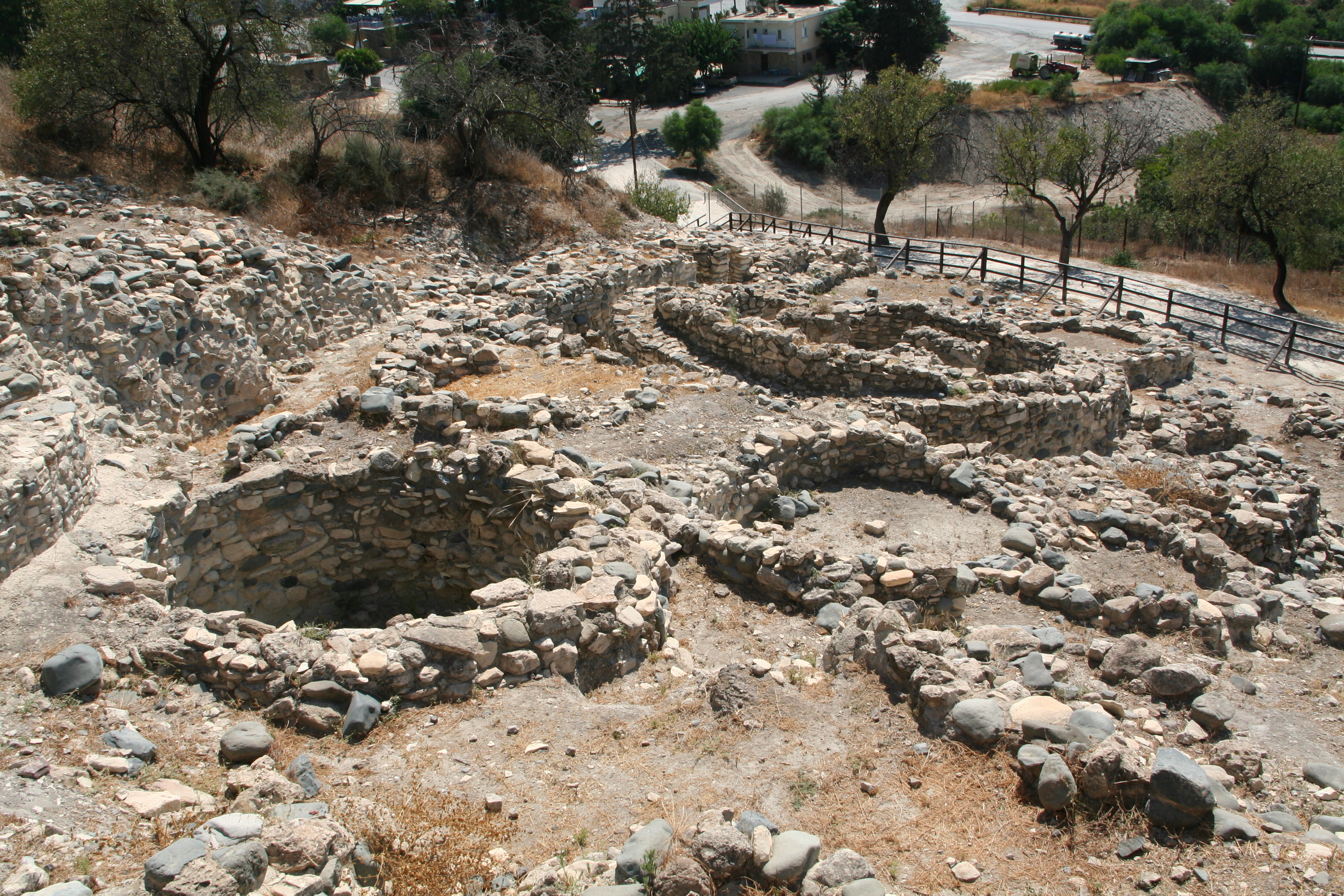
Cases rodones, arraulides formant un pati en el jaciment arqueològic de Khirokitia, a Xipre.

La casa rodona fou un dels primers allotjaments permanents, es construïa a partir d'un petit sòcol, en part excavat en el terreny, i en part com a mur de pedres sobre el qual es bastia un sostre de branques amb un rebliment de branquillons i altres restes vegetals amalgamats, o no, amb fang. Juntament amb les coves, la casa rodona del final del període Mesolític era sovint una llar comunal on habitava un grup de caçadors-recol·lectors que formaven part d'un clan, és a dir, una estructura de grup humà a mig camí entre la host i la família extensa. En la forma més primitiva, és a dir com una cabana amb un petit atri com un pòrtic d'accés, la trobem en el primer assentament i altres nivells de Jericó i la trobem coexistint amb cases rectangulars en algunes aldees de la cultura d'Halaf a la vall del Eufrates.
L'arquetip son cases del jaciment arqueològic de Khirokitia a l'illa de Xipre, consisteixen en estructures circulars arraulides juntes, el diàmetre extern varia de 2,3 a 9,20m de, mentre que el diàmetre intern és només d'entre 1,4 a 4,80 m. El sostre pla d'un edifici col·lapsat trobat recentment indica que no tots els sostres van ser en forma de cúpula com es va creure al principi. Les divisions internes de les cases més grans presenten plataformes designades com àrees de treball, de descans o d'emmagatzematge: tenien llars presumiblement utilitzades per cuinar i escalfar, bancs i finestres i en molts casos hi ha evidència de pilastres gruixudes per a suportar un pis superior. Es creu que les estructures circulars eren dependències diverses agrupades al voltant d'un pati obert per a formar la casa familiar, per a una família extensa.
La casa rodona, amb les estructures circulars arraulides formant el pati (o sense), s'estengueren i tingueren continuïtat fins al segle i en els pobles de la vall danubiana i fins a la península Ibèrica on en els indrets celtes (Galícia, Astúries, Portugal i Castella, meseta nord) es desenvoluparen uns poblats enmurallats de cases rodones com el Castro de Cuaña Astúries, el qual pot ser considerat l'arquetip de la sèrie: algunes cases tenen l'atri o vestíbul a què hem fet referència; la casa rectangular sembla haver-se evitat sistemàticament. Posteriorment, a l'Antiguitat tardana i l'alta edat mitjana, la casa rodona es troba en diverses aldees d'Europa.
Les cases rodones són presents actualment en diversos tipus d'arquitectura primitiva i/o popular com: els «falis» i els «musgus» del Camerun i el Txad així com l'extensa sèrie de subtipus de cases, factories o recintes fortificats de formes cilíndriques que hi ha per tot l'Àfrica subsahariana.

##### La casa rectangular
Durant el Mesolític final hi ha evidències de cases rectangulars coexistint amb cases rodones en una mateixa aldea, com a Yang´shao de Pan-p’o a la Xina. Però és al jaciment de Jarmo (monts Zagros, Kurdistan Iraquià) cap el 7.000 A.C., on hi ha les primeres evidències de l'agricultura així com de cases rectangulars d'estructura complexa amb habitacions ben proporcionades a les quals s'arribava mitjançant un pati que també donava accés als graners, magatzems i corrals del bestiar. A Jarmo les cases eren familiars, per a una família estensa, ténien les parets de les habitacions encalades, els paviments de pedres llises estaven polits, tenien marcs en les obertures que probablement es tancaven amb cortines de cuir; van ser construïdes amb una mena de maons de terra trepitjada i secada al sol que tenien forma de cigar aplanat, en les quals els seus fabricants havien fet, amb els dits polzes, una marca o dibuix en forma d'espina d'areng en la cara superior per facilitar l'adherència del morter de fang emprat en la construcció. El sostre era probablement amb dues vessants, bastit amb bigues fetes amb troncs, canyís i/o bardisses amalgamades amb fang.
El 5500 aC, es construeixen cases amb toves a les regions del Creixent Fèrtil al costat dels camps de conreu. El seu arquetip són les cases amb pati del jaciment de Tell-Hassuna a l'Iraq, on coexistien amb cases rodones. Els magatzems de gra eren formats per sitjes enfonsades en la terra i llustrades amb argamassa de guix i cobertes amb betum, un material que llavors era molt abundant en les proximitats dels aiguamolls de la vall fluvial del Tigris. Ben aviat els homes de les muntanyes varen baixar a la fèrtil vall de Mesopotàmia, on començaren a construir cases amb els materials que donava abundosament la vall, canyes i fang. Però amb canyes i fang no es fan cases rodones si no rectangulars doncs els feixos de canyes lligades amb fibra de cànem, formen estructures arquejades antre les quals hom pot disposar estores fetes amb joncs o vímet per acabar revestint-les amb fang i/o betum. Més endavant, els fràgils poblats de cases de canyes i fang foren substituïts per poblats de cases de tova, terra barrejada amb vímet o palla, o excrements d'animals herbívors, una massa que trepitjada i secada al sol podia ser modelada i permetia fer parets que es cobrien amb troncs i estores segellades amb fang mesclat amb restes vegetals.

##### Altres tipus de cases primitives

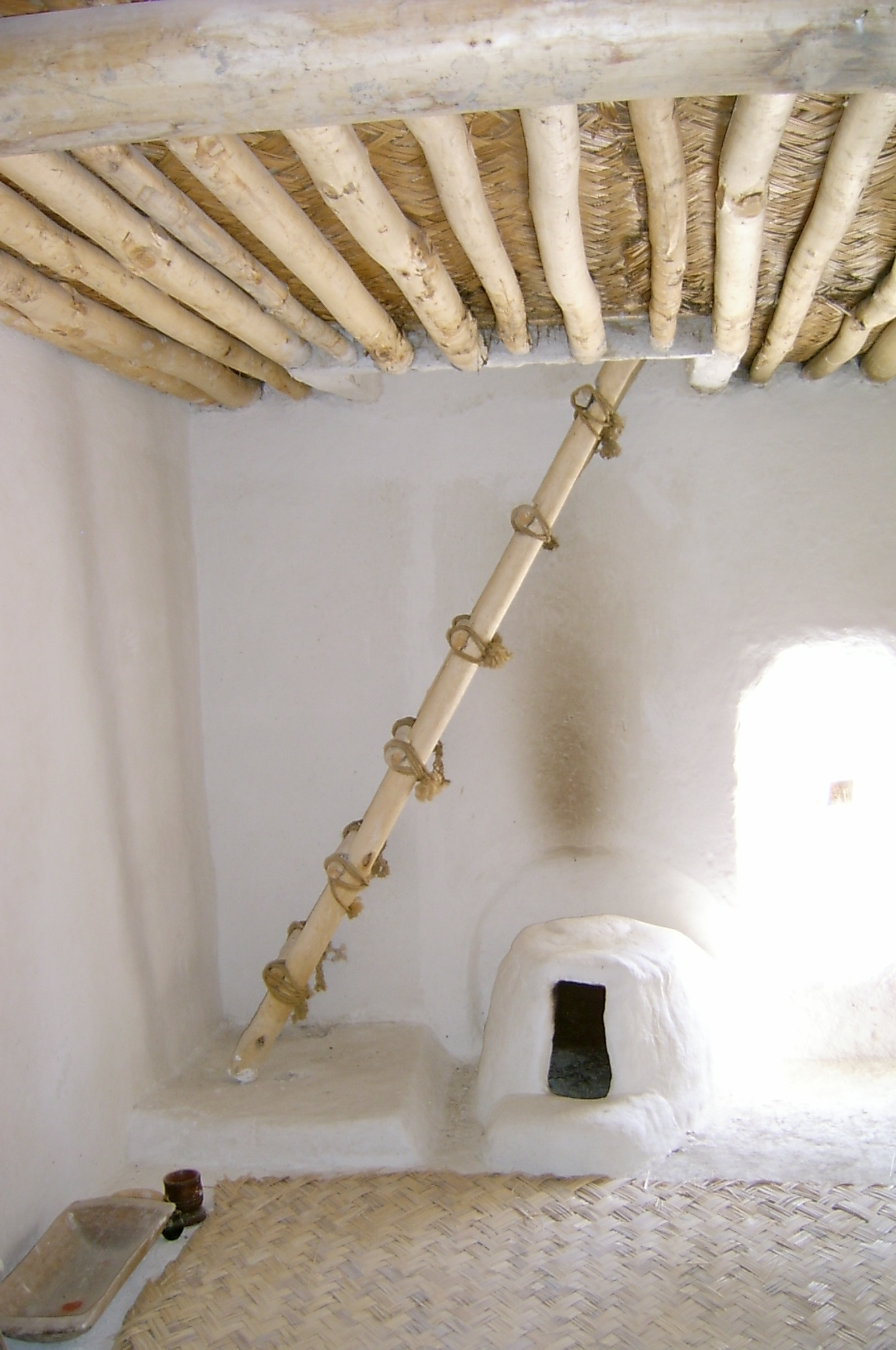
Formació del sostre pla amb pals de fusta i estores trenades a Catalhöyük, Anatòlia, Turquia.

A partir tant dels dos primers tipus de cases rectangulars descrits anteriorment, com de les cases rodones amb pati o sense, les cases evolucionen tot adaptant-se al medi, s'estenen per tot el món associades als diferents pobles, a les diverses cultures, abastant fins i tot els pobles primitius actuals. D'acord amb la forma o composició espacial de la casa es pot establir una primera base tipològica en dos subtipus com:
- La casa amb pati, normalment és una casa familiar que es desenvolupa en les primeres aldees mesopotàmiques i de l'antic Egipte des del Neolític fins a l'edat del ferro. La casa amb pati, tant en una aldea com aïllada, està pressent com a tipus fonamental en l'origen de la civilització a Summer.
- Les casa llarga: normalment és tracta d'una casa col·lectiva o comunal; durant el Neolític i l'Edat del Bronze s'estengué per la vall del Danubi, que era la ruta principal de propagació del Neolític cap Europa. Fou adoptada pels pobles anomenats bàrbars, com els visigots que desenvoluparen la sala llarga, una casa familiar amb un gran espai principal, «la sala», que tindrà un paper fonamental en l'evolució de les cases en l'alta edat mitjana. Amb cases llargues o cases rectangulars sense pati, es formaren aldees a l'Extrem Orient i Amèrica del Nord i del Sud.

Dos innovacions destacades perfeccionaren l'art de construir al final del Neolític :
- El maó cuit, desenvolupat a partir de la cocció de peces d'argila, el maó ofereix més resistència i durabilitat que la tova o la terra trepitjada. Es comença a emprar en les construccions que es volien més duradores que requerien més esforç i energia. De resistència més gran, propicià l'invent del sostre pla.
- El sostre pla, fou un invent dels primers sumeris. Era format per bigues, és a dir pals llargs de pollancre col·locats en horitzontal, sobre els quals hom disposa de través feixos de joncs i estores amb una amalgama de fang i herbes o palla. Aquest sostre tenia una lleugera inclinació vers un punt de desguàs que per a emmagatzemar i reutilitzar l'aigua de pluja. Però el més important és que el sostre pla va permetre fer construccions en pisos i cases de més d'una planta. Com a conseqüència, les aldees es densificaren, sobretot si tenien defenses emmurallades. Fou llavors quan els edificis s'especialitzaren, apareixen els primers temples i les primeres ciutadelles, antecedents tant d'algunes ciutats, com dels palaus.

La casa rectangular de sostre pla fou un invent del Neolític, permetia adossar les cases tot formant patis, agrupacions entorn d'un era o cases esglaonades com a Çatalhöyük, una proto ciutat que durà des del Neolític fins a l'Edat del Bronze amb un estadi culminant durant l'Edat del Coure o Eneolític, en el qual els habitants es dedicaven al comerç d'obsidiana, coure i altres objectes; s'accedia a les cases mitjançant escales exteriors i caminant fins a arribar a les obertures quadrades per on ventilava, sortia el fum i s'accedia als habitatges i magatzems o temples. Durant l'edat moderna, a les cultures dels pobles indígenes d'Amèrica com del Chaco Canyon d'Arizona hi ha aldees esglaonades, algunes d'una composició original i singular com ara Pueblo Bonito i d'altres com les d'Acoma derivades de l'arquitectura popular espanyola.

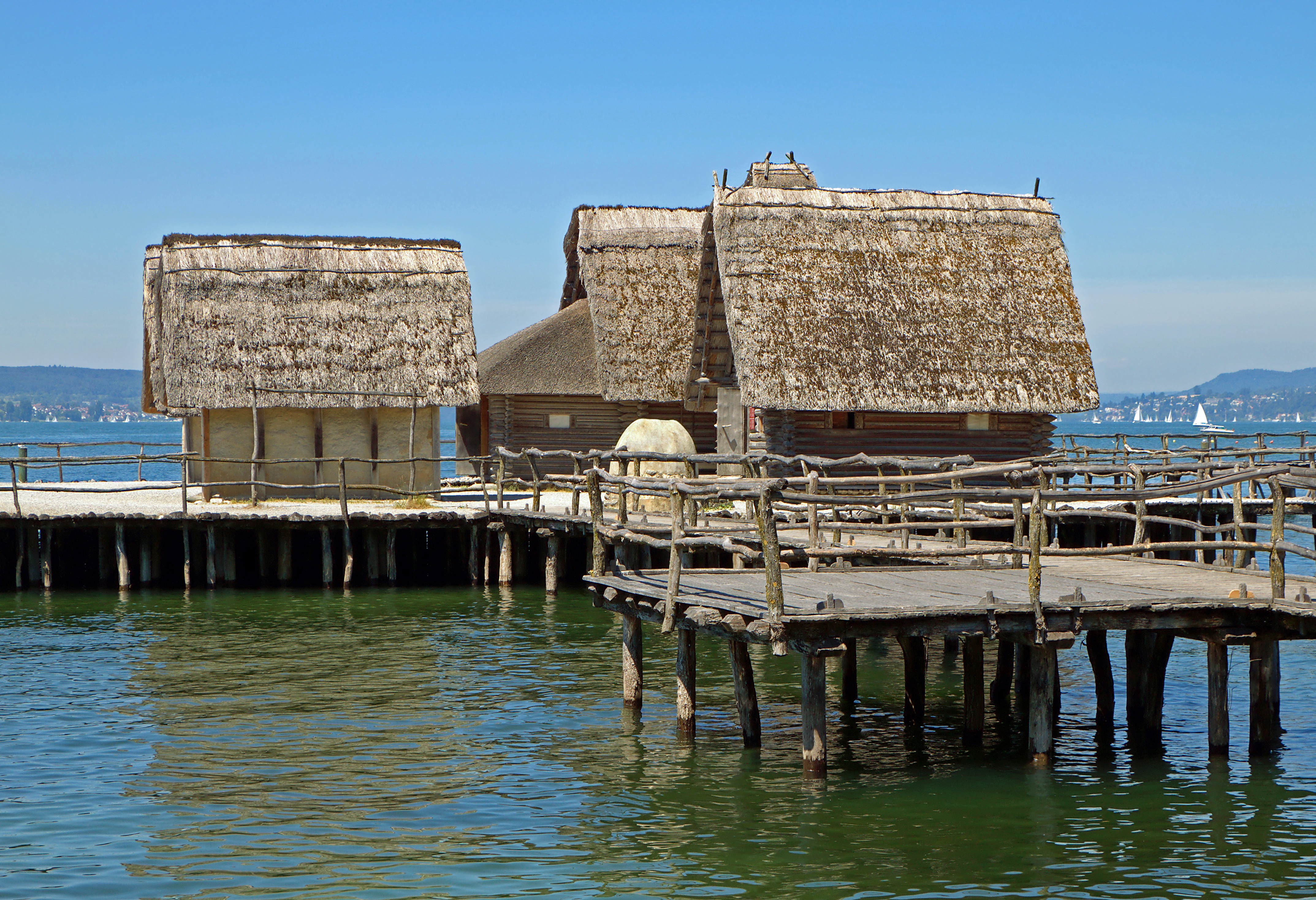
Cases palafítiques de l'Edat del Bronze al Pfahlbaumuseum Unteruhldingen, Uhldingen-Mühlhofen, llac de Constança, Alemanya.

Però la conseqüència més destacada de la generalització del sostre pla fou l'alineació de les cases o els murs rectes de tova al llarg dels camins, la qual cosa donà lloc als primers carrers reals, és a dir no solament d'accés sinó també de relació i comerç amb tavernes o establiments d'artesans, petites capelles a les façanes de les cases. Això succeí al final del Neolític, com Jericó, aleshores quasi una ciutadella de cases rectangulars i rodejada d'una muralla defensiva que donaren el pas de convertir-se en les primeres ciutats en un procés interrelacionat amb el comerç i l'invent de l'escriptura.Plantilla:Què\data= 2024

### Les cases de les primeres civilitzacions

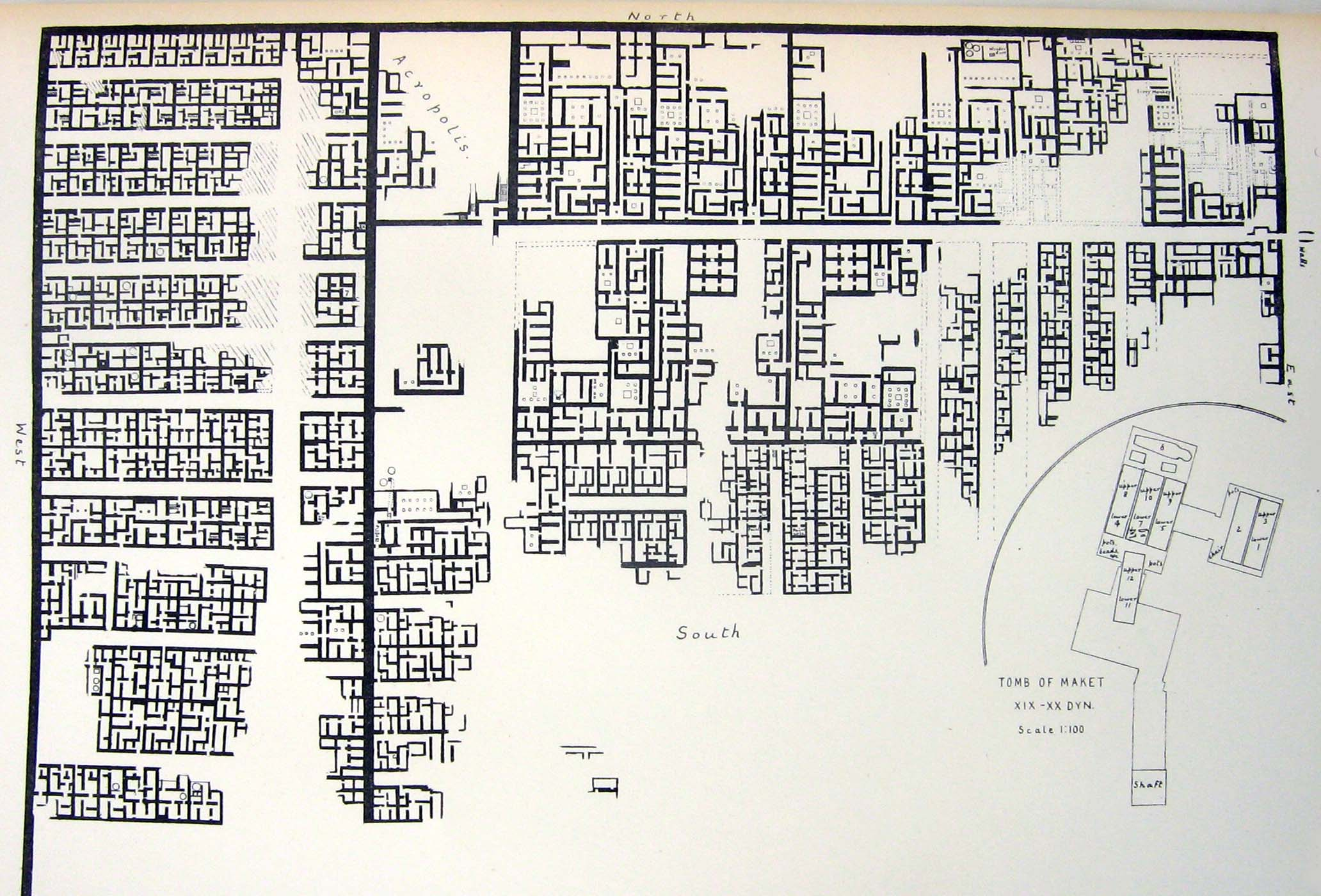
Plànol del poblat d'artesans de la Piràmide de Sesostris II a El Lahun

Les grans civilitzacions de l'antiguitat varen néixer i es desenvoluparen entorn les valls fèrtils de grans rius: el Nil a l'antic Egipte, l'Indus a la civilització de la vall de l'Indus i el Tigris i l'Eufrates a Mesopotàmia. En aquests àmbits es desenvolupà una agricultura excedentària que reforçà la divisió del treball, la formació de classes socials i el poder de les classes militars i sacerdotals. La més antiga i duradora fou la civilització de l'Antic Egipte, on el Nil, amb el seu comportament estacional molt regular, que implica la repetició anual del cicle de fertilització de la vall per les inundacions, propicià un Imperi teocràtic amb el Faraó, com a Déu vivent que assegura la pervivència d'Egipte, el Do del Nil.

A la vall de l'Indus es desenvolupa la civilització de la vall de l'Indus amb les ciutats d'Harappa i Mohenjo-Daro com a centres principals. Es tracta d'una cultura encara poc coneguda, basada en la fertilitat de les terrasses fluvials entre els meandres del riu, que sovint feia inundacions que eren contingudes, a la ciutat baixa, per les muralles.

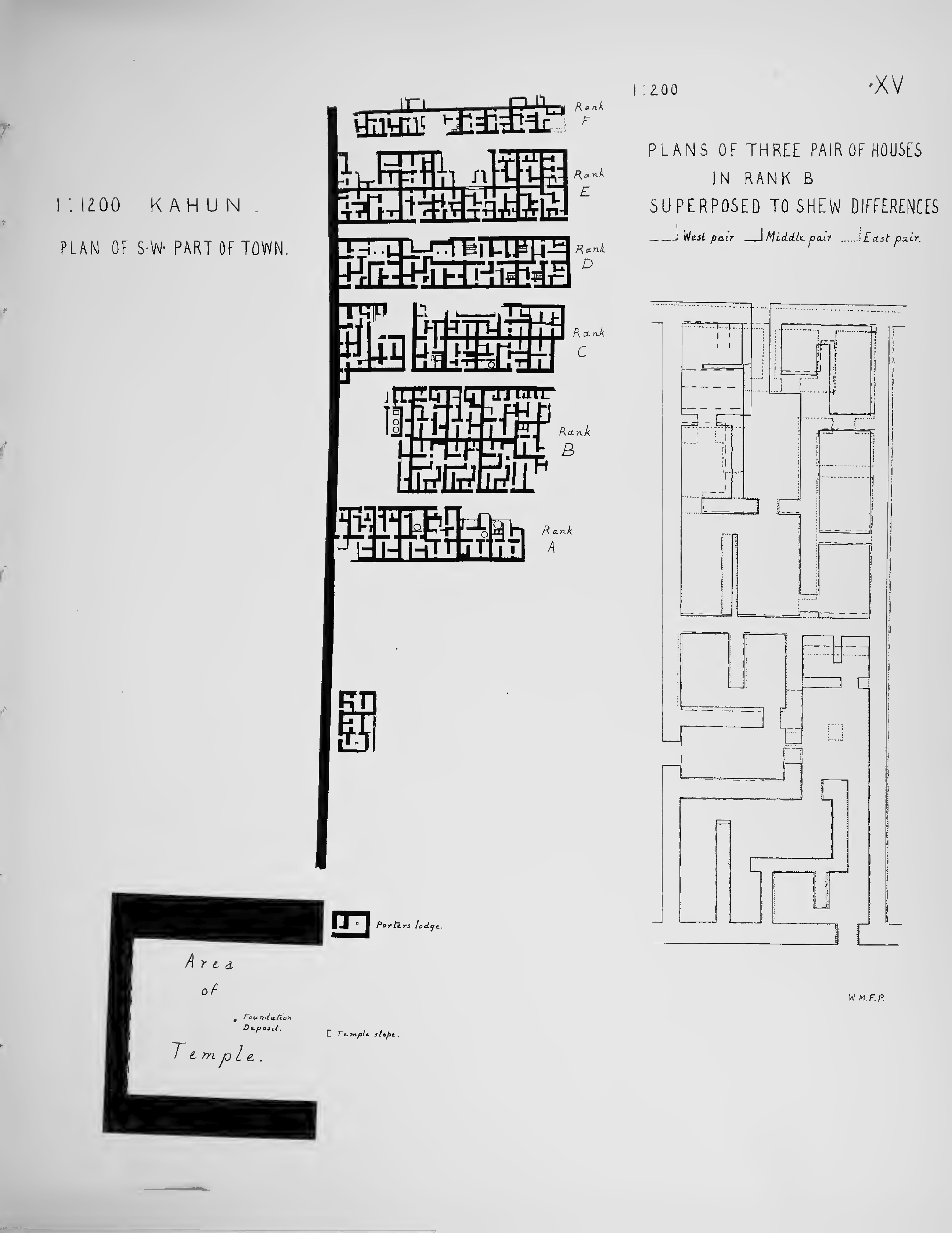
Plànol de tres parells de cases de l'àmbit B, superposades les unes amb les altres per veure les diferències. Poblat d'artesans de la Piràmide de Sesostris II a El Lahun

A Mesopotàmia els rius no tenien un comportament tant regular, el territori era més abrupte i calia construir canals, basses, etc., per garantir el reg portant l'aigua als conreus, la qual cosa sovint requeria realitzar obres públiques, etc., fets exigeixen una autoritat local forta, el Patesi, així com l'apel·lació a un dret o codi escrit (el Codi de Hammurabi), i una organització política amb la vila o ciutat com a unitat bàsica, amb el temple dedicat a un déu protector local. Aquest procés històric implica l'existència de classes mitjanes, formades per artesans, escribes, comerciants,etc., que obren les seves botigues, magatzems o establiments en el carrer, la gran innovació dels sumeris que culminà amb la formació de les primeres ciutats. La cultura urbana, com l'escriptura i, conseqüentment la història escrita, començà a Summer i des de llavors, el significat cultural de la casa va lligat al de la ciutat.

#### Les cases a l'Antic Egipte
L'Arquitectura va néixer a l'Antic Egipte, els arquitectes dissenyaven Tombes Reials, Temples i Palaus i també les viles o poblats d'artesans, uns camps de treball aïllats i encerclats sovint per alts murs de tova, els quals no eren pròpiament ciutats i sovint s'abandonaven un cop acabada la construcció. Aquests poblats foren extremadament regulars, tant pel que fa a la traça dels carrers, accessos i altres elements urbans, com pels dos o tres tipus de casa que corresponien a les diferents classes o castes socials.

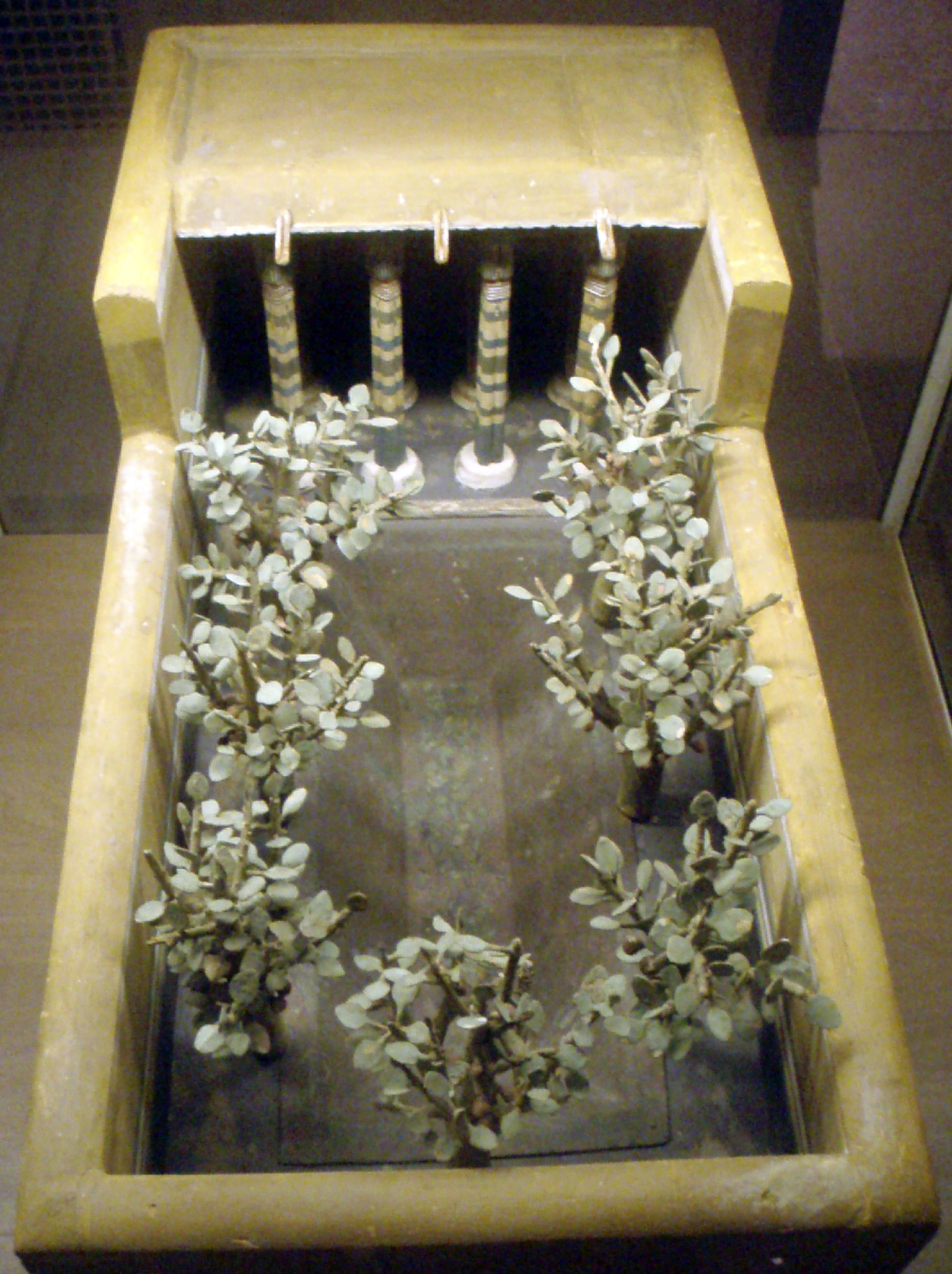
Model funerari d'un jardí i porxo davant d'una casa de Tebes, que data de la dinastia XI, cap al 2009-1998 aC. Fusta pintada i gessoada. Metropolitan Museum of Art, New York.

El poblat d'artesans de la Piràmide de Sesostris II a El Lahun és l'arquetip dels poblats o viles d'artesans que es construïen prop de les tombes reials. En aquest poblat hom troba tres tipus de casa que es corresponen, al plànol del poblat, amb tres àmbits urbans encerclats per un mur alt que aïllava un àmbit de l'altre.
Les cases dels poblat d'artesans que es mostren en la imatge de l'àmbit B, a vegades tenen les cambres amb una volta de canó de maó, però més habitualment semblen haver estat cobertes amb el tipus de sostre pla de bigues i de palla. En una habitació, es va trobar dempeus un enorme tronc de fusta d'un peu quadrat de base i 8 peus de llargada, amb les marques de fixació de les peces creuades.Totes les portes tenien un arc on els maons estan separats en el costat exterior de l'arc per trossos de pedra calcària que feien de dovelles de falca. Hi havia escales per anar a terrat, com en cases modernes. Moltes d'aquestes escales romanen dempeus i eren de dos trams, amb un gir al mig. Cap lloc especial sembla haver estat separat per al foc; en general estava adossat a un costat, com en les cabanes modernes, i una mica enfonsat a terra.
A Tebes i altres ciutats sense problemes d'escassetat de sòl, el carrer, si n'hi havia, tenia forma d'avinguda molt ample entre les cases de l'aristocràcia o funcionaris benestants. aquestes cases estaven constituïdes per una planta d'habitacions i cambres i un terrat al qual s'accedia per una escala exterior. El seu planol es molt similar al de les cases grans, ubicades el Nord-est del poblat d'El-Lahun, les quals també estaven reservades a funcionaris o aristòcrates. Aquestes cases urbanes, deslliurades de les muralles que encerclaven el poblat i els seus carrerons, s'obrien mitjançant un porxo, vers un jardí arbrat.

#### Les cases a la Vall de l'Indus

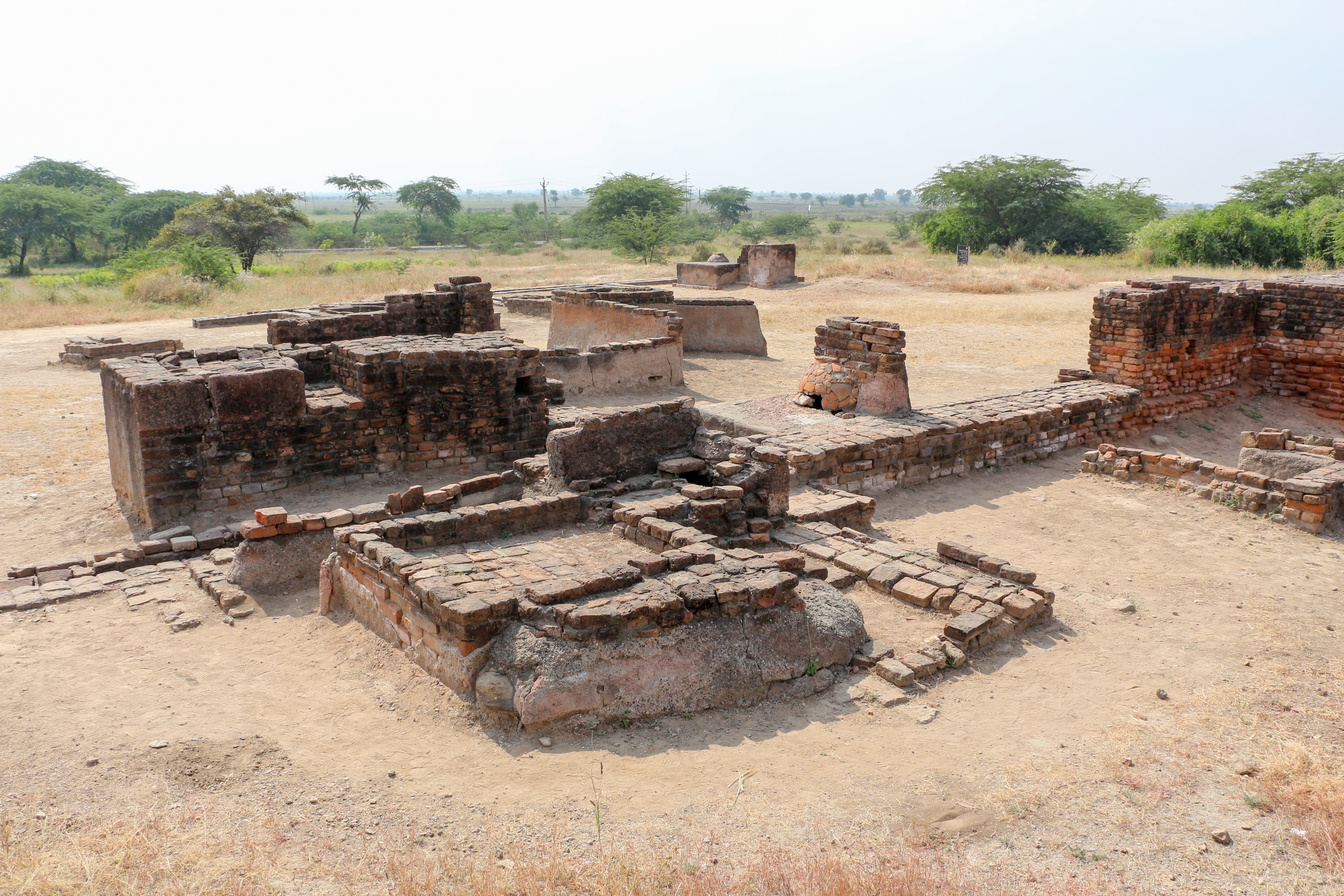
L'estructura d'habitatges i banys de Lothal, Índia.

En ciutats com Harappa i Mohenjo-Daro, es dessenvolupà una cultura urbana sofisticada i avançada tecnològicament amb coneixement de la planificació urbana i una alta prioritat per a la higiene, ja que el pla urbà incloïa els primers sistemes de sanejament urbans coneguts del món.
Les cases només s'obrien als patis interiors o als carrerons més estrets; en aquest sentit eren molt similars a les que més tard es desenvoluparen a Mesopotàmia. Les llars individuals o grups d'habitatges obtenien l'aigua dels pous. Des d'una habitació que sembla haver estat reservada per al bany, les aigües residuals es canalitzaven als desguassos coberts, que vorejaven els carrers principals.
Els antics sistemes de clavegueram i drenatge de l'Indus que es van desenvolupar i van utilitzar a les ciutats de tota la regió van ser molt més avançats que els que es troben en els llocs urbans contemporanis de l'Orient Mitjà i fins i tot més eficients que en moltes zones del Pakistan i l'Índia actuals. L'arquitectura d'aquesta civilització es mostra a través de les seves impressionants drassanes, graners, magatzems, plataformes de maons i parets de protecció. Les massives muralles de les ciutats de l'Indus probablement les protegien de les inundacions i podrien dissuadir els conflictes militars.

#### Les cases a Mesopotàmia

Casa sumèria a la ciutat estat d'Ur

Les cases de la ciutat estat d'Ur, durant el període Isin-Larsa (1.700 aC) foren construïdes segons un esquema comú o pla previ que s'adaptava a les irregularitats del terreny i/o necessitat o fortuna del propietari. En general tenien dos pisos, les parets de façana de la planta baixa eren de maó cuit, i els pisos superiors de maons de tova; les parets interiors la proporció de maó cuit era optativa. Tenien portes coronades amb llindes, si bé n'hi havia amb arcs. Les funcions hipotètiques eren les següents (vegeu imatge):
1. Entrades, la del mig podia ser la cuina i dormitori dels servents (esclaus).
2. Pati central al qual donaven les dependències.
3. Sala magatzem i/o taller amb l'escala que puja a dalt per damunt de la comuna (latrina)
4. Comuna o latrina sota la volta de l'escala.
5. Sala per recepcions o residència.
6. Capella domèstica i volta d'enterrament.

Per l'escala s'accedia a una galeria que envoltava el pati, la qual era sostinguda per quatre postes de pollancre i donava accés a les diferents habitacions, la disposició de les quals era igual a la disposició d'espais de la planta baixa. Aquestes dependències eren destinades a dormitori amb les corresponents plataformes o llits. El sostre de coberta es perllongava més enllà de la galeria per deixar al mig una obertura gran per on l'aigua de pluja queia al mig del pati, en el qual hi havia un desguàs. A l'època sargònida, en algunes cases es cobria el pati amb un sostre més elevat que el de les habitacions, tot formant una sala central il·luminada mitjançant finestres de creuer.
Cases similars a aquesta, més senzilles o més refinades, es troben per moltes viles i ciutats de Mesopotàmia; amb nombroses variants, però fidel en l'essencial, es projectà vers altres cultures posteriors a Summer, com les cultures d'Assíria i de Grècia i avui dia encara forma el tipus base de la casa islàmica o àrab, tal com podem apreciar per la similitud amb les cases de classe mitjana de les ciutats de Bagdad o Bàssora a l'Iraq. Els carrers i les ciutats de l'antiga civilització sumèria, sembla que s'hagin perllongat en les ciutats islàmiques actuals; fins i tot per a la Medina o mercat propi de les ciutats de l'islam trobarem antecedents a les ciutats de Summer.

### La casa Clàssica

#### La casa a l'antiga Grècia
En un principi, les cases a Grècia eren de fusta i després de maons o pedra, però sempre molt petites i modestes. Les cases estaven dividides en dues parts:
- Una per als homes que ocupava la planta baixa: andronitis.
- Una altra per a les dones que ocupava la planta pis, o bé la part posterior de la planta baixa: gineceu.[22]

#### La Domus i l'«Insulae» romanes

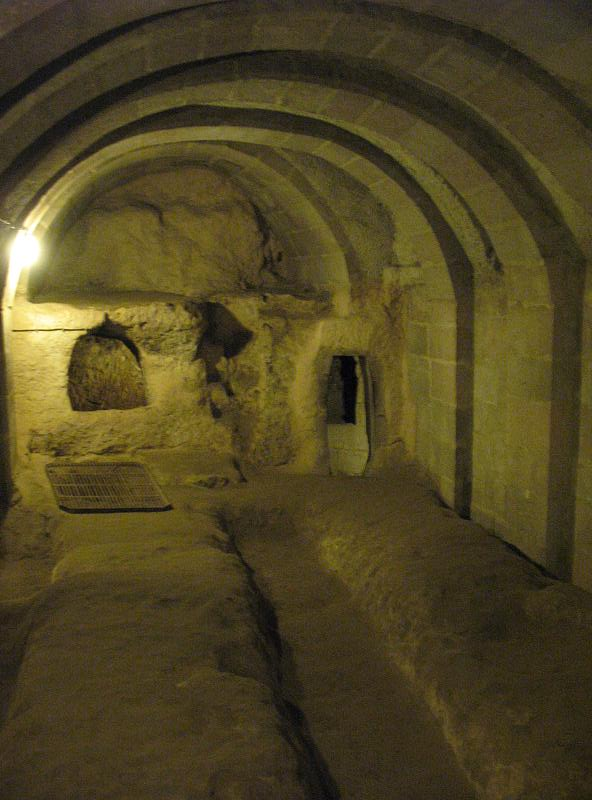
Habitatge subterrani a Derinkuyu, Capadòcia, Turquia.

En el primer segle, a les grans ciutats romanes es construeixen blocs de pisos anomenats insula, i als afores cases de camp o vil·les. A Roma, la façana estava ocupada per una botiga o per la llotja on s'hi estava l'esclau porter. El vestíbul conduïa a l'atri, una peça vasta i quadrada, amb una obertura al centre per on les aigües pluvials queien en un piló. Estava envoltat per les dependències i servia per a rebre els forasters. El patí andalús recorda aquest atri. Des d'allà, s'accedia al peristil, disposat com l'atri, per una galeria (tablinum) i dos corredors (fauces), des d'on s'arribava a les habitacions (cubiculum) destinades a la família. A la planta pis hi havia les estances del servei (cenacles). S'estima que Roma, l'any 100 aC, tenia uns 450.000 habitants.

### La casa a l'Edat mitjana

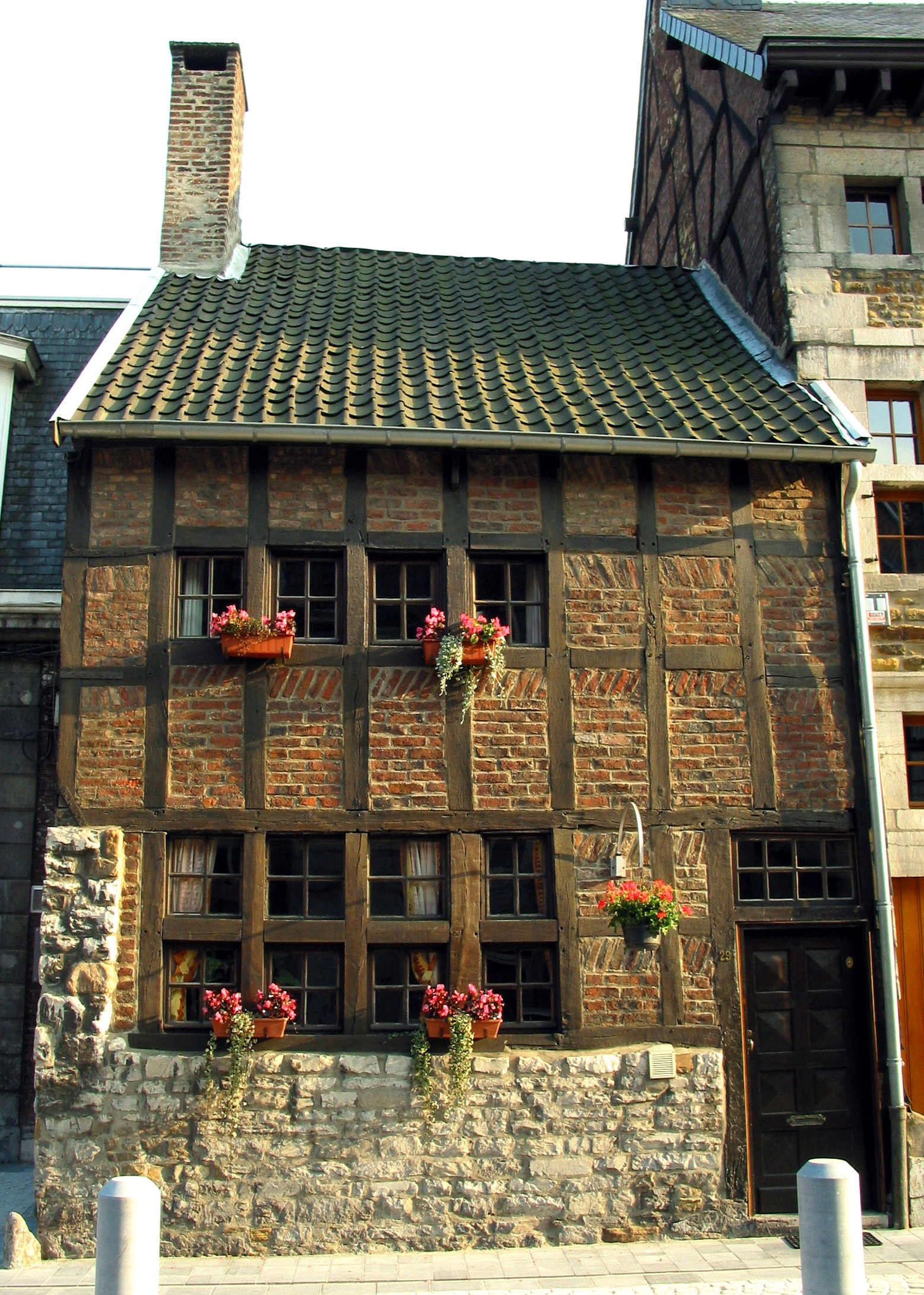
Una casa del, Theux, Bèlgica.

Durant l'edat mitjana les cases dels pagesos eren de tova, pedra o fusta, segons els materials de la regió. Hi solia haver una habitació àmplia amb el sostre de palla, on la xemeneia era el centre de la llar. Era la residència de tota la família, utilitzada com a graner, i habitualment també era compartida pel bestiar. Fins al segle xiii els animals no tenen una estança pròpia a l'interior de la casa. La taula era l'objecte essencial del mobiliari, on tota la família s'hi acomodava al voltant, asseguda en bancs. Hi havia prestatges per dipositar els escassos objectes que posseïen i ganxos de fusta per penjar els vestits. No hi havia llits, es dormia a terra, habitualment sobre palla, o en màrfegues farcides de palla. No obstant això, per diversos motius, defensius o climàtics, molts habitants vivien en coves excavades com encara fan a la Xina o a les comunitats de l'est de l'Àsia central.
Els palaus de pedra, com els dels maies, les cases de tova, o les de fusta dels vikings, varien segons l'estatus, el clima o els mitjans. A l'Europa del segle xiii els nous rics, comerciants, banquers i nobles acabalats, es construeixen magnífiques cases de pedra, mentre que les barraques de fusta recobertes de fang i palla són per al poble.

### Edat moderna: el maó
A partir del segle xvi es generalitza l'ús de maons de fang cuit per edificar cases al nord d'Europa, i sorgeixen les primeres mansions senyorials europees. Al segle xviii, a moltes ciutats europees i americanes, s'erigeixen edificis elegants per a la nova burgesia.

### El segle XIX: infrahabitatges i xalets
A principis del segle xix les ciutats estan plenes de treballadors que emigren del camp per buscar treball a les fàbriques. Habiten als barris pobres, amuntegats en condicions insalubres, la majoria en la misèria més absoluta. Alguns historiadors consideren la Red House (1859), de Philip Webb, el primer disseny de casa moderna. A la fi del segle xix sorgeixen els primers barris residencials, els blocs de pisos d'estil eclèctic, i els xalets i les ciutats jardí per a la burgesia.

### El segle XX: els gratacels
A principis del segle xx, als Estats Units d'Amèrica es construeixen amb noves tècniques gratacels d'acer, vidre i formigó, destinats a habitatges i oficines. Altres països, més endavant, els imitaran.

## La casa moderna
La casa actual, la que es construeix actualment en els barris i polígons de les viles i ciutats occidentals, en forma de pisos o apartaments en edificis d'habitatges plurifamiliars, constitueix una tipologia relativament recent, derivada de les innovacions aportades pel moviment de l'arquitectura moderna, a partir la crítica formulada ja en el segle xix, a les condicions dels habitatges del proletariat urbà en les ciutats d'Europa, on s'acumulaven en la més absoluta promiscuïtat, diverses famílies que convivien en habitacions insanes, sense cambra higiènica ni ventilació. Aquestes condicions foren denunciades, en el darrer terç del segle xix, per diversos moviments de caràcter polític i social (socialisme utòpic, primera i segona Internacional, etc.), així com per escriptors com Charles Dickens o institucions com la R.I.B.A. i altres.

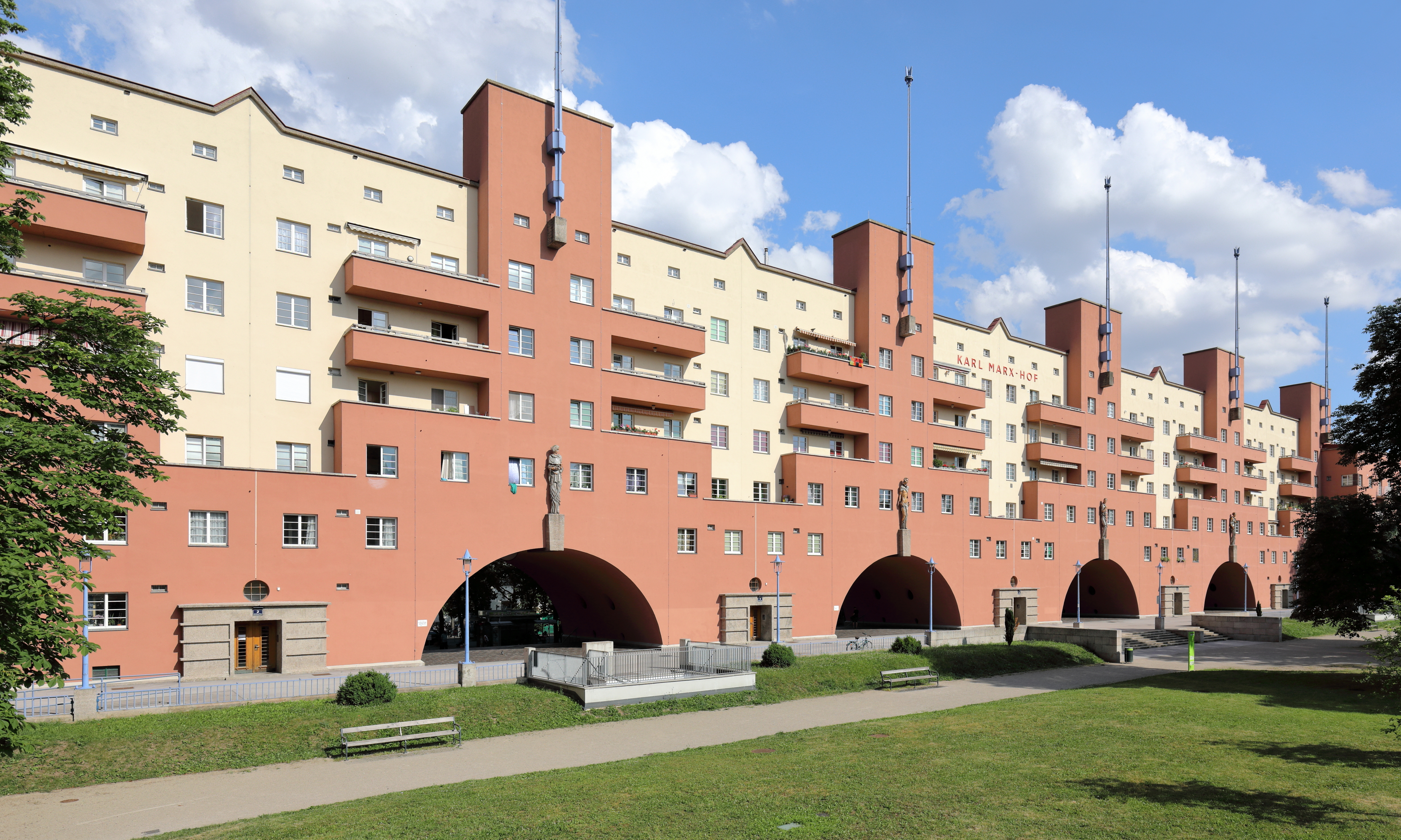
«Karl Marx Hof», barriada de cases per a obrers a Viena, Àustria.

La casa moderna representa la ruptura amb aquell estat de coses, quan la casa del proletariat industrial no era altra cosa que una casa burgesa adaptada a la funció d'habitatge per a famílies obreres un cop dividida en quartos cada cop més petits. Els arquitectes del moviment modern oposaren un tipus d'habitatge mínim amb disseny higiènic i funcional. La casa moderna havia de ser una per família a fi d'evitar la promiscuïtat, havia d'estar dotada de ventilació en totes les estances, amb cuina, aigua corrent i cambra higiènica, s'havia d'orientar al sol i obrir-se a dues façanes oposades per garantir la ventilació creuada i combatre la tuberculosi. La casa moderna ha de ser construïda amb materials aïllants, per facilitar les millors condicions ambientals amb el mínim cost energètic possible. El debat actual sobre la sostenibilitat és recurrent respecte al debat sobre l'habitatge higiènic que va tenir lloc en el primer terç del segle xx. El barri de Karl Marx Hof de Viena és la fita exemplar més destacada d'aquest urbanisme que proposa un nou tipus de casa per a les classes populars.
Als països més desenvolupats s'han anat desenvolupant criteris i normes pròpies per la construcció d'habitatges nous, per donar criteris constructius que garanteixin l'estabilitat, solidesa, seguretat i confort als usuaris, i normes específiques que regulen la fabricació, components i muntatge dels materials de construcció.
En l'actualitat, cada territori estableix els criteris propis perquè una casa sigui considerada habitatge, i a la Catalunya, aquestes condicions d'habitabilitat consisteixen en uns mínims de dimensions i peces, evitant criteris purament higienistes.
L'urbanisme de caràcter higienista primer, amb els treballs de destacats urbanistes com Frederick Law Olmsted o Ildefons Cerdà i les aportacions del moviment «Arts and Crafts», són els antecedents de les formulacions teòriques sobre la casa moderna que se sintetitzaren en la segona exposició del «Werkbund» alemany de 1927 a Stuttgart i en els edificis que es van construir als Països Baixos durant el període de l'arquitectura neoplàstica, com les casetes en filera del barri mariner de Hoek van Holland projectades l'any 1924 per l'arquitecte J.J.P. Oud. Durant els anys 20, els estudis teòrics de la «Bauhaus» o dels arquitectes del moviment modern com Walter Gropius, le Corbusier, el ja citat Oud i altres, culminaren en el segon Congrés Internacional d'Arquitectura Moderna (C.I.A.M.) celebrat a Frankfurt l'any 1929, dedicat al tema de l'habitatge mínim. A Catalunya, durant la Segona República els arquitectes del GATCPAC formularen propostes per a construir cases segons els principis dels C.I.A.M. com la Casa Bloc al barri de Sant Andreu de Barcelona.
L'urbanisme i l'arquitectura moderna van ser adoptats universalment després de la segona guerra mundial, quan les tasques de reconstrucció d'Europa exigien nous instruments teòrics i noves propostes que l'academicisme burgès, atès el fracàs del model social dominant entre guerres, ja no estava en condicions de donar. A Catalunya als anys 50, el Grup R reintroduí l'arquitectura del moviment modern a Espanya, i amb ell, les propostes innovadores respecte a la casa i la ciutat. En l'origen del Grup R hi va haver un concurs convocat per la «Dirección General de Arquitectura» per a cercar solucions al problema de l'habitatge, concurs que fou guanyat pels arquitectes que després impulsarien el moviment. Els postulats teòrics del moviment modern s'aplicaren en la construcció del polígon de Montbau a Barcelona, així com els habitatges de la SEAT a la Zona Franca entre d'altres.

## Elements d'una casa
Des d'un punt de vista constructiu les cases estan constituïdes pels següents elements:

### Estructura

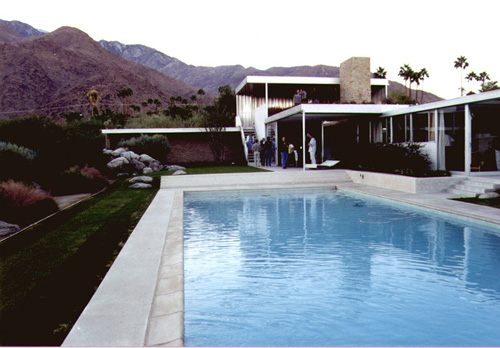
Richard Neutra: Kauffman House, Palm Springs, Califòrnia

L'estructura és la carcassa que serveix per sustentar les diverses parts d'un edifici, i el fixa al terreny. Pot tenir elements de tova, maó, pedra, fusta, acer, formigó armat, etc. Està composta de: 
- Fonaments: la part de l'estructura sobre la qual es recolza tota la casa, està sota terra i transmet al terreny el pes de l'habitatge i les tensions a què està sotmesa. Una casa pot tenir diferents tipus de fonaments: sabates, sabates corregudes, lloses, pilots, etc. Quan la resistència del terreny és baixa per suportar les càrregues (menor de 10 Nw / mm ²), es fa necessari utilitzar lloses o pilots.
- També l'estructura pot tenir murs de càrrega, pilars, bigues, forjats entramats i lloses.

### Tancaments exteriors
Els tancaments exteriors serveixen per protegir l'interior de l'edifici. Normalment estan compostos per: 
- Murs de tancament, que poden estar conformats per materials com tova, maó, pedra, fusta, acer (xapa), formigó armat, vidre, etc. S'hi afegeixen: aïllaments tèrmics, acústics, impermeabilitzacions, etc. Han de ser exteriorment d'aspecte i color agradable i d'acord amb el conjunt.
- La coberta: que pot estar formada per materials com tova, maó, pedra, fusta, acer (xapa), formigó armat, vidre, etc. S'hi afegeixen: aïllaments tèrmics, acústics, impermeabilitzacions, etc. Sol estar acabada amb teules.
- La solera, una llosa o un forjat sanitari, deixant una "cambra d'aire" inferior per a evitar humitats ascendents del sòl i per a crear una càmera d'aïllament tèrmica.

### Compartiments interiors
Són els elements que divideixen l'espai interior de la casa, conformant les habitacions. Generalment solen ser envans de maó, plaques de guix, fusta, etc.

### Revestiments
Són els recobriments que es fan, tant en sòls com en parets i sostres.
- Esteses de fang o guix per a posterior pintat, en parets i sostre.
- Terres enrajolats de materials ceràmics, petris, de fusta, plàstics, etc.
- Enrajolats murals amb material ceràmic per efecte decoratiu o per protegir zones humides
- Arrebossat d'argamassa o morter en els murs de maó o pedra.

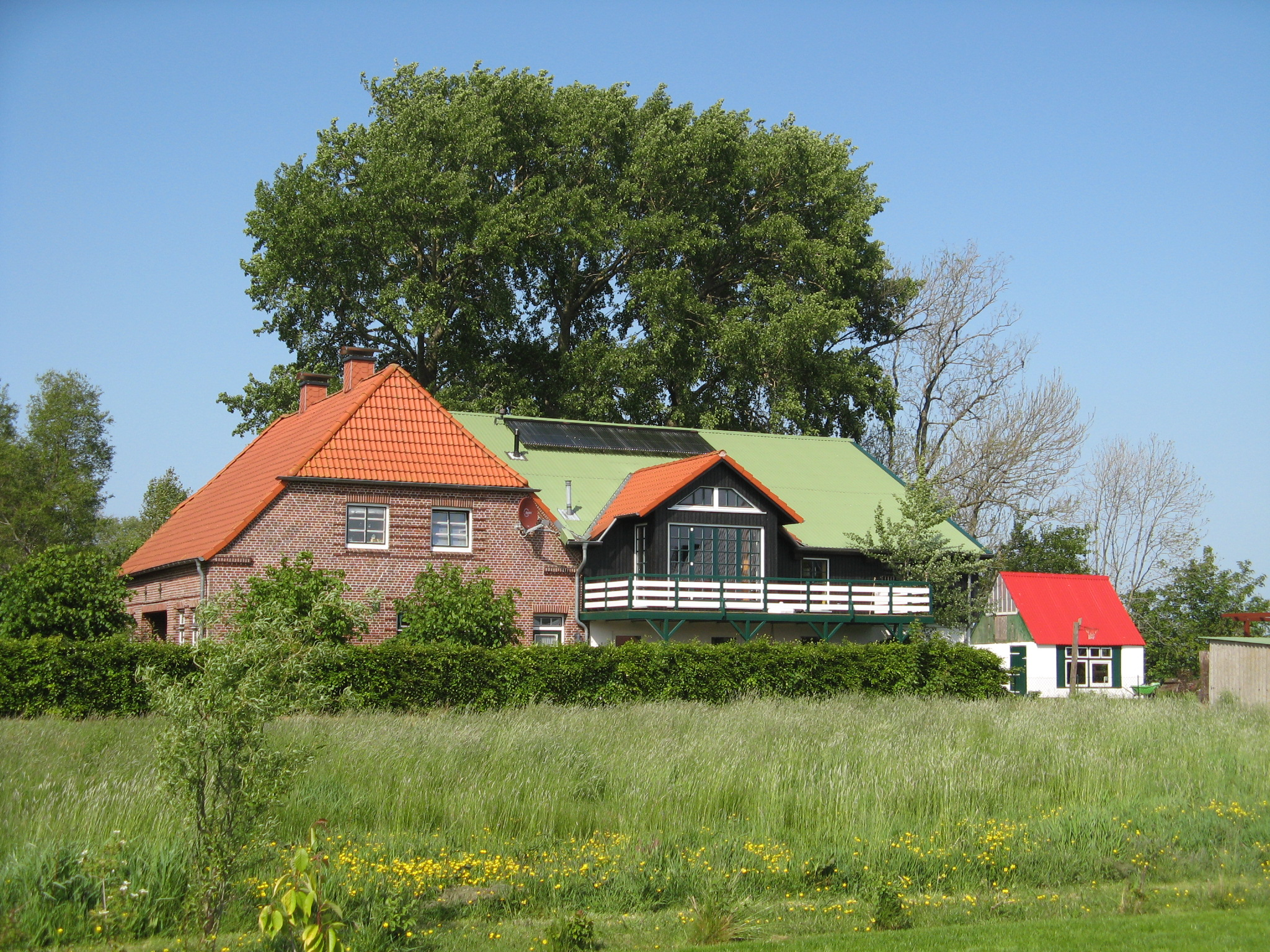
Casa dotada amb panells d'energia solar, Alemanya

Construcció d'una casa prefabricada modular

### Instal·lacions
Són el conjunt de xarxes, i els seus mecanismes, que serveixen a una casa aportant aigua, energia elèctrica, gas, que permeten climatitzar l'interior, comunicar-nos, fer més saludable l'habitatge, etc.
Les instal·lacions i xarxes més comunes són: d'aigua potable, electricitat, calefacció sanejament, i telecomunicacions, complementades de vegades amb gas natural, energia solar, climatització, sistemes contra incendis, sistemes de seguretat, etc.

### Aparells sanitaris
Són el conjunt d'elements, i els seus mecanismes, que serveixen per facilitar la higiene personal, estan instal·lats a les cambres de bany, als safareigs, etc.

### Fusteria i vidre
Es denomina fusteria al conjunt d'elements de fusta que els fuster munten en una casa, com ara portes, finestres, baranes, sòcols, etc. Sol anar vinculat amb el vidrier. Les finestres a més de permetre contemplar l'exterior, també són necessàries per aconseguir un bon assolellament i ventilació, ajudant a optimitzar la humitat de l'ambient interior, encara que en infrahabitatge pot succeir que una casa no tingui cap finestra. El seu disseny depèn de la zona geogràfica.

### Serralleria de taller
Es diu serralleria al conjunt d'elements metàl·lics que els manyans munten en una casa, com ara mecanismes de portes, finestres, etc. Així com les portes, finestres, baranes, tanques, etc. que són de metalls com l'alumini, acer, etc.

### Pintura i acabats
La pintura i altres "acabats" són l'última fase en el procés constructiu d'una casa. Sol intervenir un decorador en les edificacions de més alta qualitat, o per interès dels seus propietaris.

### Urbanització
Urbanització es denomina al conjunt d'elements que es munten i instal·len al voltant de la casa, com la pavimentació exterior, enllumenat extern, tancat, enjardinament, xarxa de reg, embornals, etc.